# PGC 51017
LEDA/PGC 51017 ist eine blaue kompakte Zwerggalaxie mit ausgedehnten Sternentstehungsgebieten im Sternbild Bärenhüter am Nordsternhimmel. Sie ist schätzungsweise 32 Millionen Lichtjahre von der Milchstraße entfernt und hat einen Durchmesser von etwa 10.000 Lichtjahren. Vom Sonnensystem aus entfernt sich das Objekt mit einer errechneten Radialgeschwindigkeit von näherungsweise 620 Kilometern pro Sekunde.
Dieser besondere Zwerg ist gut untersucht und hat eine interessante Sternentstehungsgeschichte. Ursprünglich dachten die Astronomen, dass es sich bei der Galaxie um eine sehr junge Galaxie handelt, die gerade ihren allerersten Sternentstehungsschub erlebt. Neuere Untersuchungen haben jedoch ergeben, dass die Galaxie in Wirklichkeit etwas älter ist und Sterne enthält, die über 1,3 Milliarden Jahre alt sind.
Im selben Himmelsareal befinden sich unter anderem die Galaxien PGC 2217878, PGC 2219550, PGC 2220349, PGC 2222713.